# Kostinbrod (gmina)
Kostinbrod (bułg. Община Костинброд) – gmina w zachodniej Bułgarii, w obwodzie sofijskim. Populacja wynosi 17 100 mieszkańców.

## Miejscowości
Lista miejscowości gminy Kostinbrod:
- Beledie chan (bułg.: Беледие хан),
- Bezden (bułg.: Безден),
- Bogjowci (bułg.: Богьовци),
- Buczin prochod (bułg.: Бучин проход),
- Cariczina (bułg.: Царичина),
- Czibaowci (bułg.: Чибаовци),
- Dragowisztica (bułg.: Драговищица),
- Drenowo (bułg.: Дреново),
- Drymsza (bułg.: Дръмша),
- Golanowci (bułg.: Голяновци),
- Gradec (bułg.: Градец),
- Kostinbrod (bułg.: Костинброд) − siedziba gminy,
- Opicwet (bułg.: Опицвет),
- Petyrcz (bułg.: Петърч),
- Ponor (bułg.: Понор).